# 등심
등심(―心, 영어: loin)은 소, 돼지, 양의 등쪽 부분의 고기이다.
- 등심 (쇠고기)
- 등심 (돼지고기)

## 같이 보기
- 제목에 "등심" 항목을 포함한 모든 문서

| Disambiguation icon | 이 문서는 명칭이 같고 같은 종류에 속하는 여러 대상을 연결하는 색인 문서입니다. |